# Tordeuse à tête noire de l'épinette
Acleris variana
Espèce
La Tordeuse à tête noire de l'épinette (Acleris variana) est une espèce d'insectes lépidoptères de la famille des Tortricidae, dont les chenilles sont des ravageurs de nombreuses espèces de conifères, principalement le Sapin baumier (Abies balsamea) mais aussi l'Épinette blanche (Picea glauca).
On la trouve en Amérique du Nord.

## Description
L'imago a une envergure de 15 à 18 mm, il vole d'août à septembre, l'œuf étant la forme hivernale. Il a des grandes variations de motifs colorés sur les ailes.
La chenille a le corps vert-jaune à vert clair avec la tête marron foncé à noir et mesure 11 à 15 mm de long.

## Référence
- http://www.eppo.org/QUARANTINE/insects/Acleris_gloverana/F-perova.pdf